# Téléphonie mobile en France

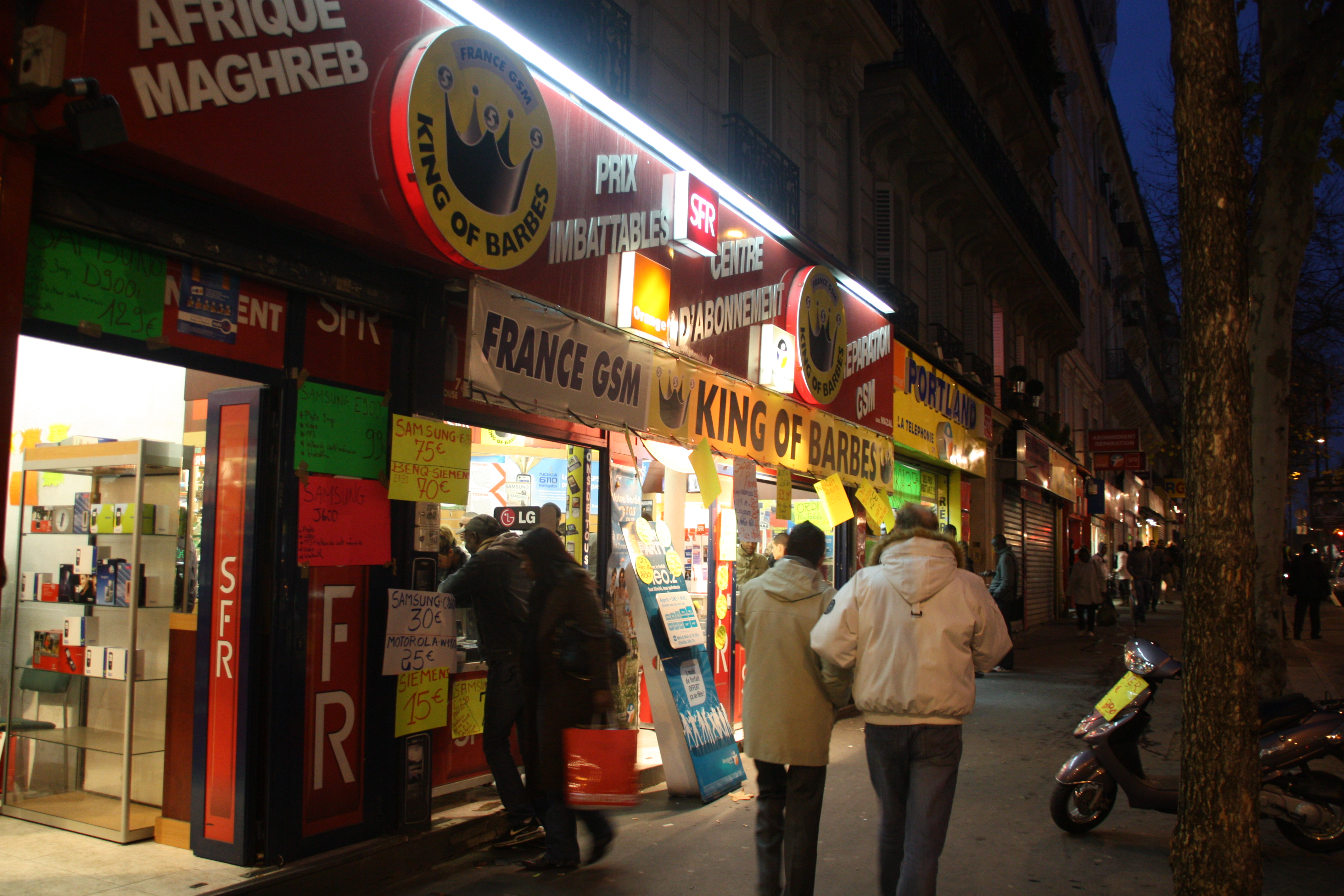
Un magasin de téléphonie Boulevard Barbès, Paris 2008

La téléphonie mobile en France métropolitaine s'articule dans un marché concurrentiel structuré autour de :
- Quatre opérateurs mobile de réseaux : Bouygues Telecom, Free Mobile, Orange et SFR;
- Une quarantaine d'opérateurs de réseau mobile virtuels, dits MVNO, qui utilisent les réseaux de trois des quatre opérateurs disposant d'un réseau d'antennes.
- Trois accords de licence de marque.

Chaque opérateur ou opérateur virtuel commercialise ses offres sous une ou plusieurs marques.
L'autorité de régulation des communications électroniques et des postes, abrégée ARCEP, est chargée de veiller à une concurrence saine entre ces quatre opérateurs. Cette autorité intervient aussi bien au niveau de la téléphonie fixe que mobile.

## Données et chiffres

### Taux de pénétration

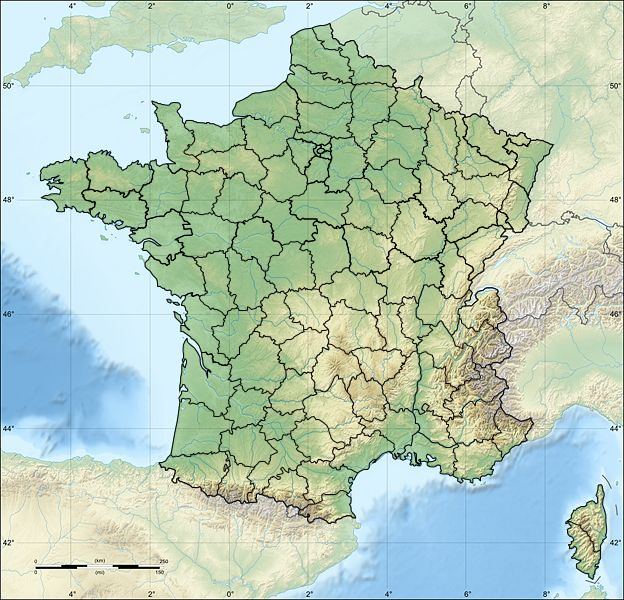

Selon l’Autorité de régulation des communications électroniques et des postes (ARCEP), au dernier trimestre 2014 on ne dénombre pas moins de 77,2 millions de cartes SIM en service en France, pour une population d'environ 65 millions d'habitants, soit un taux de pénétration de 121,5 %. Le taux de pénétration étant supérieur à la population, plusieurs abonnements peuvent être souscrits par une même personne. 
Fin 2012, 70,5 millions d'abonnements actifs à un réseau mobile étaient recensés. Fin 2010, 64,4 millions de cartes SIM étaient actives en France, pour 64,6 millions d'habitants. En juin 2009, le taux de pénétration de la téléphonie mobile en France n'était que de 91,8 %, soit 56,6 millions de clients mobiles en France selon l'ARCEP, taux plutôt faible pour un pays industrialisé. En décembre 2012, il représentait 10,9 % du marché en métropole. 
En 2000, la France comptait environ 30 millions d'utilisateurs de téléphone mobile.
En 2012, le taux de pénétration varie de 57 % à Saint-Pierre-et-Miquelon à 150 % en Guadeloupe et en Île-de-France.
En 2019, le bilan effectué par l'A.R.C.E.P., autorité de régulation des télécommunications et des moyens informatiques, évalue à 95 % le taux de pénétration et le nombre de plus de 77 millions de cartes SIM  représente la totalité des cartes détenues.  
| Année                     | 1994  | 1995  | 1996 | 1997 | 1998 | 1999 | 2000 | 2001   | 2002   | 2003   | 2004   | 2005   | 2006   | 2007   | 2008   | 2010   | 2012  |
| Nombre (en millions)      | 0,28  | 1,3   | 2,5  | 5,8  | 11,2 | 20,6 | 29,7 | 37,0   | 38,6   | 41,6   | 43,8   | 48,1   | 51,7   | 55,4   | 58,1   | 63,1   | 70,5  |
| Taux de pénétration actif | 0,4 % | 2,5 % | 5 %  | 10 % | 19 % | 34 % | 49 % | 61,5 % | 64,0 % | 69,1 % | 72,6 % | 78,4 % | 80,8 % | 85,6 % | 89,1 % | 97,8 % | 108 % |

Notes :
1. ↑  note A1 : Est considéré comme client tout utilisateur d’un service mobile fourni par un opérateur (opérateur de réseau ou opérateur mobile virtuel) et titulaire d’une ligne mobile enregistrée à l'Enregistreur de Localisation Nominal (HLR) d’un opérateur à la date considérée. Par abus de langage, le terme « client » désigne également la ligne mobile elle-même. S’agissant de la clientèle entreprise, chaque ligne est ainsi considérée comme un client
2. ↑  note A2 : Le taux de pénétration est obtenu en divisant le nombre total de clients ou le nombre de clients « actifs » par la population considérée.

### Répartition

En décembre 2014, 69,8 millions de cartes SIM en service sont souscrites auprès d'opérateurs de réseaux, contre 7,4 millions auprès des MVNO. En mars 2008, les opérateurs de réseau mobile virtuel (MVNO) représentaient 4,98 % des parts de marché. 
On dénombre 14,5 millions de clients de cartes prépayées contre 65,5 millions de clients ayant souscrit un abonnement. 
À titre de comparaison, fin décembre 2008 il y avait 39,3 millions de clients ayant souscrit un abonnement et 18,8 millions de client ayant souscrit une offre prépayée. 

### Utilisations
Le cumul des temps de communication en téléphonie mobile (appels émis) au troisième trimestre 2007 était d'environ 24 milliards de minutes, soit pour la première fois plus que le temps des appels en téléphonie fixe,.
Au deuxième trimestre 2012, il atteignait 29,7 milliards de minutes pour le trimestre, soit environ 2 h 40 d'appels émis par mois et par abonné.
Le nombre de SMS émis atteint, mi-2012, 45,7 milliards de messages par trimestre, soit environ 250 SMS  émis par mois et par abonné.
| Pour des raisons techniques, il est temporairement impossible d'afficher le graphique qui aurait dû être présenté ici. |
| Source Arcep |

| Pour des raisons techniques, il est temporairement impossible d'afficher le graphique qui aurait dû être présenté ici. |

Source Arcep

## Historique

### Premiers réseaux de téléphonie mobile
En octobre 1955, à la suite du décret n°55-1141 du 20 août 1955, le premier réseau de téléphonie mobile manuel R150 est ouvert à Paris et Région Parisienne.  Lorsque le service est automatisé en 1973, il compte 500 abonnés,.

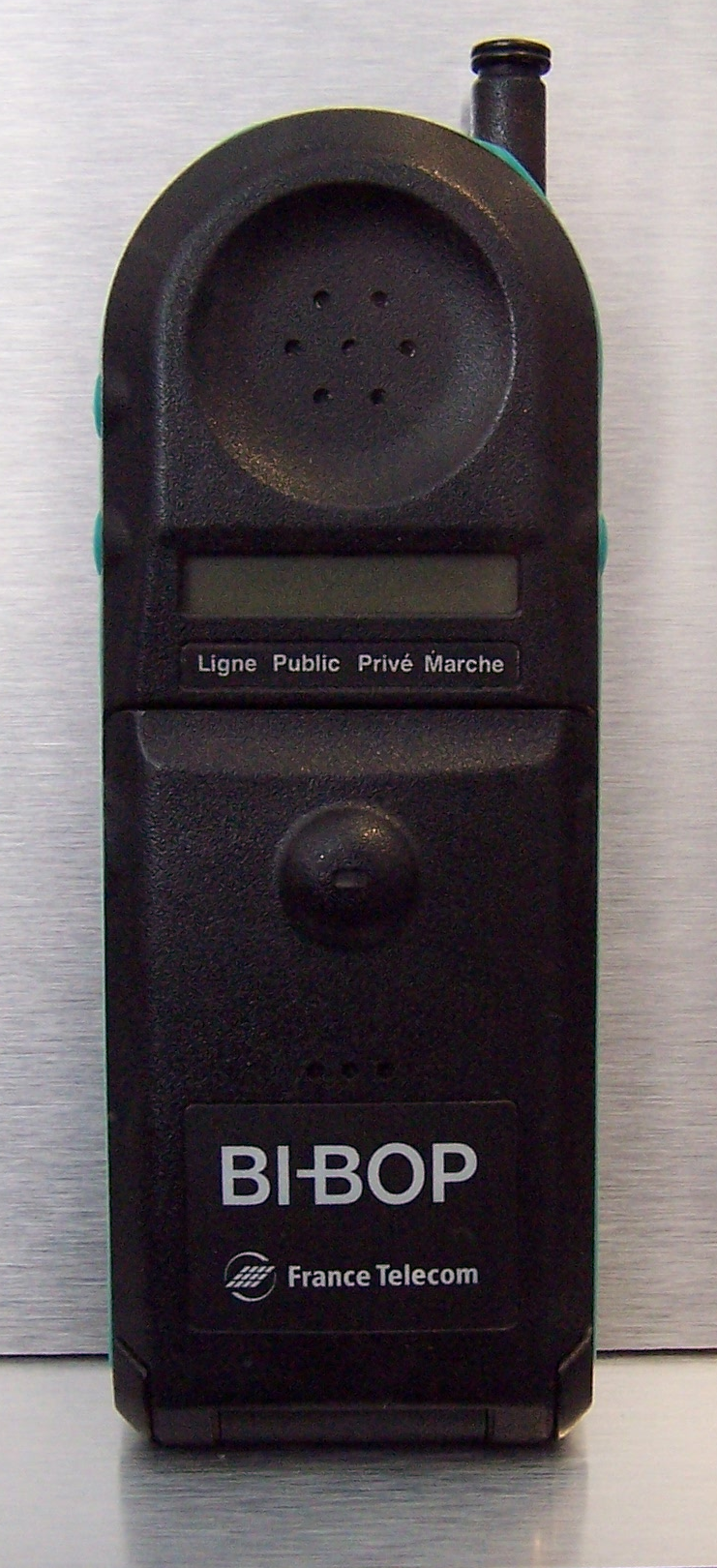
Bi Bop

En 1986, France Télécom déploie le Radiocom 2000 en France. Il utilise des téléphones analogiques transportables principalement intégrés à des voitures. Ce premier réseau (1G) atteint le nombre de 60 000 abonnés.  
En 1987, le marché s'ouvre avec la création de SFR par la Compagnie générale des eaux, s'appuyant sur de nombreux ingénieurs et cadres issus de la Direction Générale des Télécommunications. SFR devient donc le premier opérateur mobile privé, apportant avec lui la concurrence. Il crée le réseau analogique SFR à la norme NMT, destiné à concurrencer celui de France Télécom.

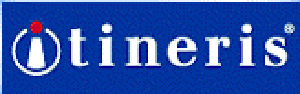
Lancement d'Itineris en 1992

Le 1er octobre 1991, France Télécom lance la commercialisation du Bi-Bop à Strasbourg, le premier « téléphone portable » sans fil, utilisant le réseau du même nom. Il est cependant réservé à une utilisation urbaine, du fait d'une faible portée. 
Le 1er juillet 1992, France Télécom lance le premier réseau de téléphonie mobile numérique français sous la marque Itineris, démocratisant l'utilisation de la téléphonie mobile et les grandes marques de téléphones mobiles avec Nokia, Alcatel, Mitsubishi, Philips, Ericsson et Motorola, dans toute la France. Il s'agit du premier opérateur de téléphonie mobile en France à utiliser une technologie numérique basée sur la norme GSM dont la standardisation avait débuté en 1982. Il utilise la bande de fréquence 900 MHz. SFR suit quelques mois plus tard, en décembre 1992.
Le succès du téléphone mobile croît et les deux opérateurs lancent des opérations pour séduire de nouveaux clients. En 1994, SFR offre une heure de communication aux nouveaux abonnés. Le nombre d'abonnés en France est alors de 280 000.

### Démocratisation et standardisation de la téléphonie mobile
Le premier forfait grand public arrive au début de l'année 1996, lancé par France Télécom ce forfait nommé « Déclic » propose un abonnement mensuel à 100 Francs, avec la minute à 4 F pendant les heures de bureau et 1 F pendant les heures dites creuses (soir et week-end). La structure du forfait favorise les communications domestiques, et contribue à la popularisation du mobile. Cette initiative est liée à l'arrivée d'un nouvel entrant quelques mois plus tard. 
En effet, le 30 mai 1996 l'opérateur Bouygues Telecom entre sur le marché et invente « Le forfait de téléphonie mobile ». Il propose un abonnement incluant directement les minutes de communication intégrées au forfait, ce qui évite de nombreux calculs. Le prix du forfait mensuel est fixé à 240 F et il offre 3 heures de communication, le hors forfait est facturé à 2 F la minute supplémentaire en heures pleines et 1 F en heures creuses. La consultation du répondeur devient alors gratuite et illimitée. La stratégie de Bouygues Télécom est d'attirer les jeunes, parce qu'ils sont plus aptes à modifier leurs habitudes. 

Premier logo SFR

Cette arrivée s'accompagne d'une baisse générale des prix, un développement de l'accès aux mobile notamment auprès des jeunes, ainsi qu'une incitation à utiliser les heures creuses. Pour profiter de l'ouverture à la concurrence de la téléphonie fixe et de l'essor d'Internet, la Générale des Eaux crée un grand pôle télécom sous le nom de Cegetel, dont SFR devient la filiale mobile, aux côtés notamment du 7 de Cegetel, d'AOL et de TamTam. Le nombre d'abonnés mobiles est alors de 2,5 millions en France.
Face à la croissance du marché l'ARCEP est créée le 5 janvier 1997 pour fixer les règles et réguler le marché. 
En 1997 apparaissent les cartes prépayées avec l'arrivée de Nomad de Bouygues Télécom. On peut alors disposer d'une carte SIM en service sans avoir à contracter un abonnement mensuel. Elles permettent notamment aux personnes n'ayant pas de revenu régulier d'accéder à la téléphonie mobile. 1997 marque la fin des offres Bi-Bop et Tam-Tam, qui sont supplantés par le succès commercial du GSM.
En 1999 Bouygues Télécom lance le forfait « Millenium », premier forfait incluant les appels illimités le Week-end. La même année, on dénombre près de 20 millions d'abonnés mobiles en France, dont 10 millions sur le réseau Itineris de France Télécom, 7 millions sur celui de SFR, et 3,5 millions sur celui de Bouygues Télécom. En décembre, Itineris lance son bouquet Wap,,. Le réseau analogique Radiocom 2000 est fermé.

### Stabilisation du marché

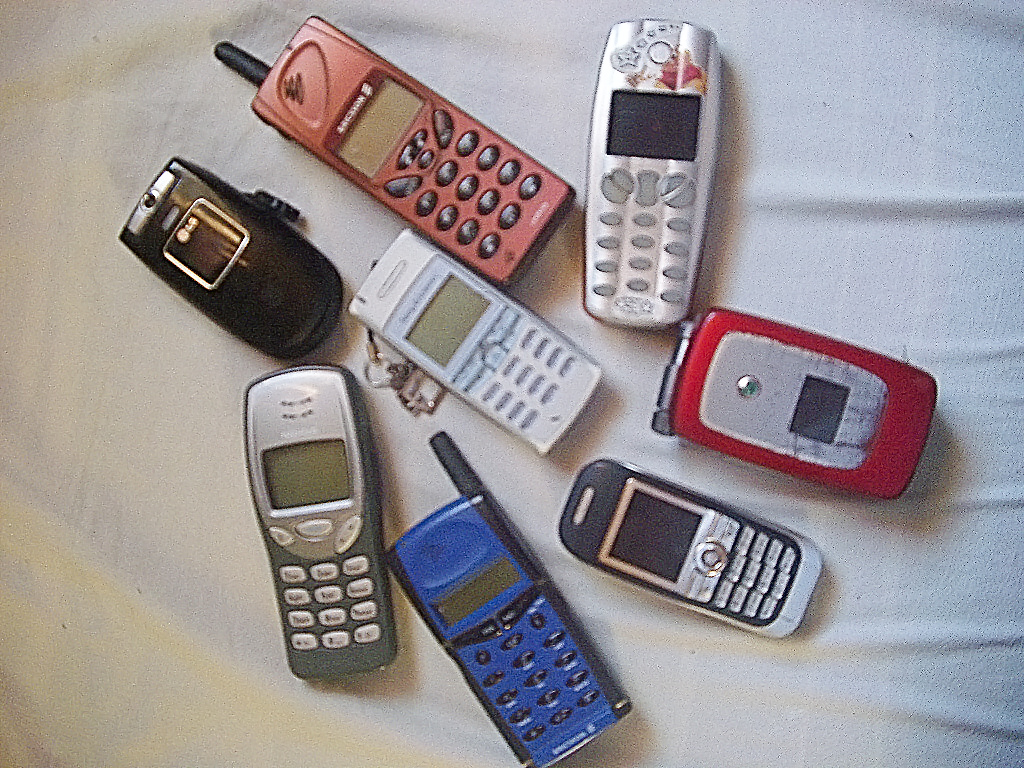
Plusieurs téléphones mobiles des années 1990-2000

En 2000, Bouygues Télécom lance les forfaits « Spot » qui offrent des minutes de communications supplémentaires en contrepartie de publicités et crée le forfait « Ultym'up » destiné aux adolescents avec le blocage du forfait et des services dédiés. L'opérateur lance aussi son premier forfait Wap. Itineris lance le changement de numéro pour 120 F. SFR, conscient de la saturation du marché, invente les garanties Carré rouge, pour fidéliser ses clients. Nokia lance son premier téléphone accessible au web en partenariat avec Infonie, un service proposé par Itineris et SFR. Il s'agit du premier abonnement internet pour téléphone mobile.

Lancement d'Orange

En 2001, les marques de France Télécom Mobile (Itinéris, OLA, Mobicarte) sont réunies sous la marque Orange, « Mobicarte » devient le nom de l'une des offres d'Orange, et les deux autres disparaissent en juin 2001. France Télécom avait racheté l'opérateur britannique Orange plc à Vodafone un an plus tôt. Orange et SFR obtiennent leur licence UMTS. SFR est le premier à lancer son réseau GPRS en juin, il s'agit d'une évolution du GSM permettant de naviguer sur internet et d'utiliser le WAP à une vitesse de 170 Kb/s contre 9 Kb/s pour le GSM, Orange et Bouygues Télécom suivront quelques mois plus tard.
En 2002, Bouygues lance la tarification à la seconde dès la première seconde et obtient sa licence pour l'UMTS son premier réseau 3G, il lance aussi l'i-mode concurrent du WAP. Orange lance le premier forfait WAP illimité à 6 € par mois.
En 2003, Bouygues Télécom lance le 1er PC fonctionnant avec les réseaux GPRS, en partenariat avec Microsoft. Orange lance son portail mobile Orange World.

### Arrivée de la3egénération(3G)

Premier logo de Virgin Mobile

En 2004, SFR, puis Orange lancent leur réseau UMTS (3G) qui permet les débuts de l'Internet mobile. Parallèlement Bouygues développe son réseau Edge (2,75G). Dans le même temps, Orange devient une entreprise privée et les premiers MVNO (par exemple Universal Music Mobile) qui louent leur réseau, apparaissent. Bouygues Télécom lance le forfait « Liberté » qui est le premier forfait avec une tarification unique quel que soit l’opérateur. 
En 2005, Orange, SFR et Bouygues Telecom sont condamnés à 534 millions d'euros d'amende par le Conseil de la concurrence, pour entente illicite sur les parts de marché. Le groupe SFR-Cegetel devient SFR. 
Le 21 mai 2007, une procédure est mise en place par l'ARCEP afin de simplifier les démarches pour changer d'opérateur mobile et raccourcir le délai de portabilité. 
Un appel d'offres est lancé pour la création d'un quatrième réseau mobile, mais celui-ci n'est pas concluant. 
Toujours en 2007, alors que les smartphones (par exemple les BlackBerry ou les Nokia série N) connaissent un certain succès, l'IPhone arrive en France en exclusivité chez Orange, c'est le premier téléphone mobile à écran tactile commercialisé en France qui rencontre un grand succès commercial, il contribue à populariser les smartphones à écran tactile. 
En 2008, Bouygues lance le premier forfait illimité Néo 2 avec des plages horaires au choix pour la voix. Selon un sondage TNS Sofres pour l'association française des opérateurs mobiles, 71 % des 12-14 ans possédaient un téléphone portable, contre 95 % des 15-17 ans. 
En 2009, Bouygues Télécom lance le premier forfait illimité 24h sur 24, Neo 24/24. 
Fin 2009, Free Mobile remporte les bandes de fréquence 3G attribuées lors de l'appel d'offres de l'ARCEP pour un quatrième réseau mobile. Il promet une forte baisse des prix.
En 2010, selon GfK, 24,7 millions de téléphones mobiles et de smartphones ont été vendus en France (soit une augmentation de 4,7 % par rapport à 2009) dont 7,7 millions de smartphones.
| Nombre de cartes actives sur les réseaux 3G ou 4G (hors MtoM)                                                          | Nombre de cartes actives sur les réseaux 3G ou 4G                                                                      |
| --- | --- |
| Pour des raisons techniques, il est temporairement impossible d'afficher le graphique qui aurait dû être présenté ici. | Pour des raisons techniques, il est temporairement impossible d'afficher le graphique qui aurait dû être présenté ici. |
| Source Arcep | Source Arcep (Chiffres 2017)                                                                                           |

### L'effet Free Mobile et la 4G

Lancement de Free Mobile

En 2011, face à l'imminence de l'arrivée d'un quatrième opérateur, Free Mobile, les opérateurs créent des marques low-cost : B&YOU, Sosh et la Série Red de SFR. Ces forfaits ont pour particularité de ne proposer aucun mobile subventionné et d'afficher des offres sans engagement de durée.
Le 2 mars 2011, Free mobile et Orange France ont signé un accord d’itinérance nationale. Ce contrat est entré en vigueur le 23 décembre 2011, il intègre la voix, les données et un mécanisme de plafonnement.
Le 10 janvier 2012, Free Mobile arrive sur le marché. Pour conquérir des parts de marché, il fixe des prix relativement bas: ses deux offres 3G sont agressives (20 € pour du tout illimité et 2 € pour 60 minutes de communications et 60 SMS). Cette arrivée déclenche une guerre des prix. 
À partir de septembre 2012, les trois opérateurs historiques lancent le déploiement de réseaux LTE (4G). On dénombre 896 antennes 4G mise en service au 1er janvier 2013, contre plus de 11 000 sites en février 2014 et plus de 20 000 antennes 4G en service en avril 2015.
Free Mobile lance également son service 4G le 3 décembre 2013. Une semaine après le lancement, le forfait s'applique à tous les forfaits sans surcoût avec 700 antennes opérationnelles.
Alors qu'Orange et Bouygues Télécom arrivent à se stabiliser, le groupe SFR subit en 2013 de fortes pertes. Les Français sont de plus en plus nombreux à acheter leur mobile nu, ce qui entraîne une concurrence forte sur le marché des smartphones.
Début 2014, SFR et Bouygues annoncent un accord de mutualisation d'une partie de leur réseau mobile avec pour objectif la couverture de plus de 50 % de la population française.
Au cours du mois de mars 2017, Free a été le premier opérateur à proposer un forfait avec la 4G disponible en illimité pour les abonnés disposant du tarif réduit destiné aux abonnés Freebox.

### 2014, période de rachats et de fusions
En novembre 2014 SFR est racheté par l'entreprise Numericable et sa maison mère Altice.
En 2014, le MVNO Virgin Mobile France est aussi racheté par Numericable.

### 2016 tentative de rapprochement de Bouygues Telecom et Orange
Afin de limiter l'excès de concurrence provoqué par l'arrivée du quatrième opérateur Free mobile, deux des trois premiers opérateurs — Bouygues Telecom et Orange — ont entamé des négociations à Noël 2015 en vue du rachat de Bouygues Télécom par Orange ; à l'issue de l'opération, Bouygues aurait pu être actionnaire du nouvel ensemble à hauteur de 15 %.
Fin mars 2016, Bouygues Telecom et Orange annoncent l'échec des négociations. Le rachat n'a donc pas eu lieu. Cependant, après une période de forte baisse des tarifs, Stéphane Richard, PDG d'Orange, annonce que les prix vont repartir à la hausse[réf. souhaitée].

### 2018 le New Deal mobile
En 2018 est inventée l'initiative dénommée "New Deal mobile" dont le but est de développer les réseaux de téléphonie mobile en France
en technologie 4G. Ces promesses de développement de réseaux font l'objet d'un suivi trimestriel par l'Arcep, dénommé "tableau de bord trimestriel" ou "Tableau de bord du new deal mobile".

## Qualité de l’accès à Internet
D'après Xavier Niel, en 2013, les opérateurs qui ont cinq millions d'abonnés ont un service au meilleur niveau.
D'après l'UFC et France 2, la qualité des services des différents opérateurs serait inégale.
A titre de comparaison la qualité de couverture mobile 3G/4G en Belgique est:
- entre 99,8% et 100% par population en outdoor
- entre 96,2% et 99,9% par territoire en outdoor [37].

Ce taux belge ne descend qu'à 98,7% en indoor et à 80,4% en deep indoor.

## Emplois et économie

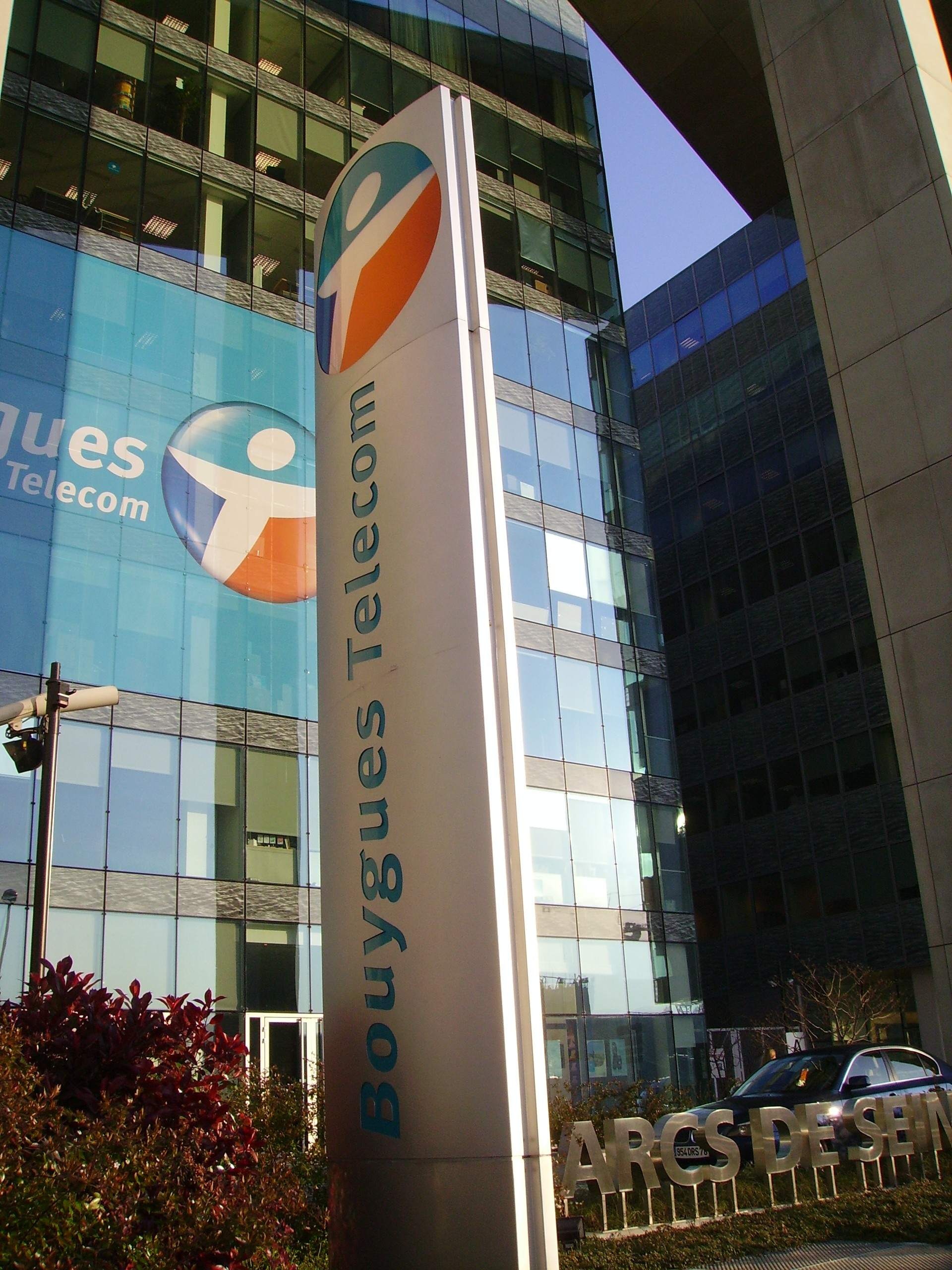
Siège de Bouygues Télécom

D'après les chiffres de L'Arcep, le nombre d'emplois dans le secteur est passé de 155 992 en 1998 à 134 066 en 2005 (ancien cadre règlementaire) et de 140 410 en 2005 à 123 733 en 2010 (nouveau cadre règlementaire). Ceci correspond à une perte de 32 000 emplois en douze ans.
La téléphonie mobile joue un rôle important en France, assurant 0,8 % du PIB en 2005.
France Telecom a accompagné ce mouvement tout en laissant des parts de marché et donc des emplois à ses concurrents, dans le cadre de l'ouverture à la concurrence imposée par l'autorité publique : le nombre d'employés France Telecom est passé de 154 957 en 1998 à 100 054 en 2009. La vague de suicides a toutefois permis de faire reprendre les embauches[pas clair] et d'atteindre 102 087 emplois en 2010.
Mais, en 2012, France Telecom et Orange annoncent qu'ils pourraient réduire leurs effectifs d'environ 5000 postes en trois années.
En 2012, l'arrivée de l'opérateur Free Mobile avec une politique tarifaire agressive entraîne une contraction du chiffre d’affaires des opérateurs mobiles français, conduisant Bouygues Telecom à annoncer une prévision de baisse de chiffre d'affaires de 10 %. À la suite de ces difficultés, Bouygues Telecom se lance dans un plan d’adaptations et d’économies de 300 millions d’euros concernant la réduction des coûts commerciaux et des coûts d’exploitation de l’activité Mobile avec un plein effet en 2013. Ce plan prévoit notamment : Un plan de départs volontaires de 556 collaborateurs, rejeté par les syndicats, et la vente de 2 300 pylônes à Antin Infrastructure Partners, société d'investissement appartenant à BNP Paribas ; Bouygues met fin au 31 décembre à tous ses contrats d'animation en boutique. Il n'y aura plus d'animateurs Bouygues en points de vente[réf. souhaitée].
En 2012, SFR prévoit un plan de départs volontaires à l’automne afin de restaurer la compétitivité de l’entreprise affectée par l’arrivée de Free Mobile en janvier 2012.
Face à la déflation dans le secteur des télécommunications, France Télécom annonce début 2013 envisager le remplacement de seulement 4 000 emplois en CDI sur 30 000 départs à la retraite prévus avant 2020, réduisant ainsi de 26 000 le nombre d'emplois ; une autre source annonce une prévision de 37 000 emplois en moins pour France Telecom.
À la suite de l'arrivée de Free mobile sur le secteur de la téléphonie mobile en 2012, Bouygues s'est vu contraint de supprimer des emplois en 2014.

## Les différents acteurs du marché

### Les détaillants
En France jusqu'en 2013, de nombreuses boutiques de vente au détail d'abonnements téléphoniques et de téléphones se sont développées, si intensément que plusieurs boutiques peuvent être présentes dans une seule galerie d'un même supermarché ou dans une même rue d'un centre ville. La plupart de ces boutiques sont des franchisés alors que la société  The Phone House intervient également sur ce marché. Le nombre de boutiques par opérateur est de 1 200 boutiques pour Orange, 840 pour SFR et 650 pour Bouygues Telecom.
À partir de 2013 la politique tarifaire de la société Free bouleverse le marché : les détaillants doivent s'adapter, de nombreuses boutiques de smartphone ouvrent alors que d'autres s'orientent vers la vente de forfait ou ferment[réf. nécessaire]. C'est notamment le cas de "The Phone House" qui était la première chaîne implantée en France. La chaîne Virgin Megastore a fermé, tandis que la Fnac propose désormais un large panel de vente de smartphones.
Les filiales d'Iliad commercialisant les marques Free et Free Mobile ont bouleversé le concept de boutique opérateur: sous la notion "une ville-une boutique", les boutiques sont moins nombreuses mais plus grandes; dans la ville département de Paris, une boutique d'une surface de 600 m2 employant 80 personnes est ouverte en 2012.

### Les opérateurs mobiles
En France, il existe quatre opérateurs principaux que sont Bouygues Télécom, Free Mobile, Orange et SFR. Ces quatre groupes sont suivis d'une quarantaine d'opérateurs virtuels utilisant leurs réseaux.

#### Relations entre opérateurs
- Les différents opérateurs ont interconnecté leurs réseaux.
- Ils se facturent mutuellement les services pour la terminaison d'appel[49].
- Ils coopèrent pour permettre la portabilité du numéro via un GIE.
- Ils coopèrent pour la couverture des zones blanches.
- Bouygues Télécom et SFR ont depuis 2014 mutualisé une partie de leurs réseaux (dans les zones non denses).

#### Affaire de l'entente entre les trois opérateurs
En juin 2007, la chambre commerciale de la Cour de cassation a confirmé une condamnation des trois opérateurs de métropole (Orange, SFR et Bouygues Telecom) à une amende record de 442 millions d'euros pour « entente illicite » sur les prix de 2000 à 2002. En 2002, l'Union fédérale des consommateurs—Que choisir avait engagé une procédure devant le Conseil de la concurrence ayant abouti à un procès en novembre 2005.

#### Changement d'opérateur
La procédure de portabilité des numéros entre opérateurs destinée à renforcer la concurrence a été simplifiée et accélérée le 21 mai 2007. Elle permet un changement d'opérateur d'abord sous 10 jours, puis sous 3 jours. Le relevé d'identité opérateur (RIO) imposé par la réglementation facilite la portabilité.

#### L'arrivée de la 4G
Avec l'arrivée de la 4G et des smartphones, les opérateurs anticipaient une augmentation des revenus liés aux données (internet) qui a été contrebalancée par une forte baisse des revenus de la téléphonie.

### Le Régulateur

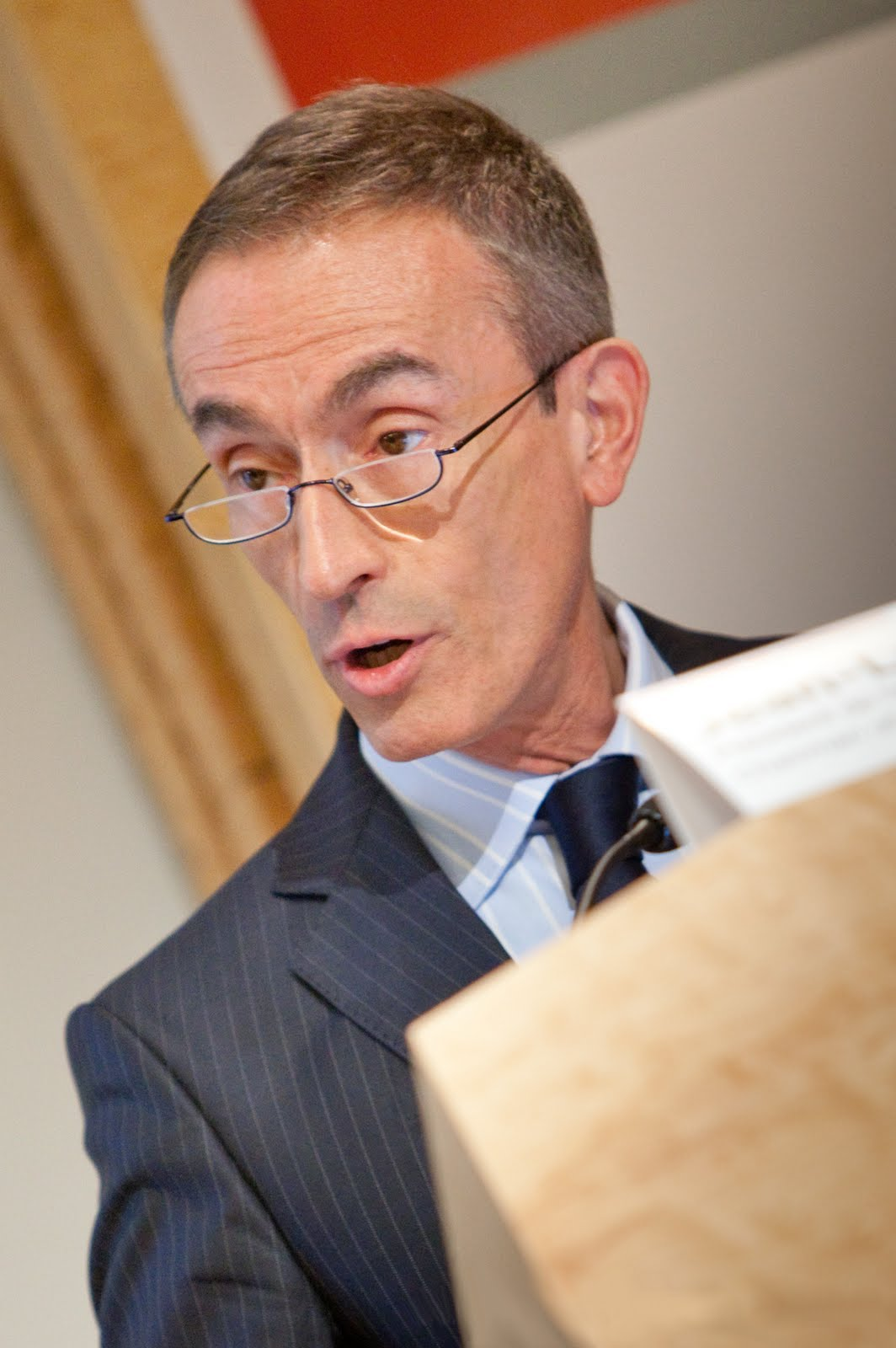
Mr. Silicani Président de l'ARCEP de 2009 à janvier 2015

Les prestations de téléphonie mobile sont soumises aux mêmes lois que les autres prestations de services auxquelles s'ajoutent des règlements spécifiques. Certaines sont codifiées comme le code de la consommation, et le code des postes et télécommunications, d'autres ne le sont pas comme l'arrêté du 1er février 2002 relatif aux factures des services téléphoniques.
En 2016, la loi Macron a facilité l'installation des antennes relais dans les copropriétés privées, en changeant les règles de majorité requise définies par le loi du 10 juillet 1965,,,. De ce fait il devient plus difficile de s'opposer à ce type d'installation.
L'autorité indépendante chargée de la réglementation et du règlement des conflits est l'Autorité de régulation des communications électroniques et des postes (ARCEP). Elle a plusieurs missions, dont la réglementation des conditions d'accès pour les nouveaux opérateurs mobiles et le suivi de la couverture et de qualité de service.

#### Conditions d'arrivée d'un nouvel opérateur mobile
L'ARCEP a pour mission de réglementer l'arrivée des nouveaux entrants sur le marché : opérateurs mobiles classiques et MVNOs.
Dans le passé, l'historique de la téléphonie mobile française a montré que de nouveaux opérateurs sont régulièrement arrivés sur le marché en France métropolitaine et en Outre-Mer.

#### Couverture et qualité de service
L'ARCEP distingue deux indicateurs concernant les opérateurs mobiles : le taux de couverture, et les statistiques de qualité.
En France métropolitaine, la réglementation fait obligation aux opérateurs de publier des cartes de couverture en suivant une méthodologie donnée proposée par l'autorité. La couverture est estimée statistiquement à partir d'un véhicule circulant sur des routes de chaque canton, à l'aide d'un unique téléphone.
D'autres tests permettent de vérifier la qualité de service du réseau indépendamment de sa couverture. En France métropolitaine, la qualité de service est analysée sur une base annuelle, chaque printemps, du lundi au vendredi, de 9 heures à 21 heures. Chaque opérateur finance ces études qui sont réalisées par deux sociétés privées : une pour la qualité de services données, et une pour la qualité de service voix.
En 2011, des études de débit Web ont été réalisées dans douze agglomérations de plus de 400 000 habitants, essentiellement — aux deux-tiers — sur les zones très denses.
La même année, dans les agglomérations de plus de 10 000 habitants, le taux de communications réussies de deux à cinq minutes est entre 96 et 97 %. Toutefois dans les trains à grande vitesse et sur les autoroutes la qualité de service baisse. Les débits constatés sur les réseaux 3G étaient de 9 Mbit/s en pointe et entre un et quatre Mbit/s, en débit médian, selon l'opérateur métropolitain[Qui ?].
La qualité de service n'est pas mesurée dans les départements d'outre-mer.

## Offres et Tarifs

### Les différentes offres du marché
- Offres pour les sociétés ou les particuliers ;
- Forfaits avec engagement, dits subventionnés et permettant le renouvellement du terminal téléphonique;
- Recharges par carte (prépayé);
- Forfaits dits low cost, avec achat par correspondance et facturation électronique, généralement appelés "offres sans engagement", en opposition aux forfaits subventionnés.

Pour réduire les coûts, les opérateurs essayent de convaincre leurs clients que la facture électronique serait obligatoire, ce qui est contesté par Que-Choisir.
Chez certains opérateurs, le coût de rupture du contrat pour certains de ces forfaits « sans engagement » s’élevait à 48 € diminué de 2 € par mois d'ancienneté.
En France, la tarification de la téléphonie mobile était en 2012 de l'ordre de deux à vingt centimes d'euro (€) la minute pour les appels vocaux, en fonction de l'opérateur et de l'abonnement.

### La France comparée aux autres États de l'Union européenne
En 1995, le taux de pénétration du téléphone mobile en France était de 3 %, puis il a connu, comme dans beaucoup de pays, une très forte croissance. La France avait cependant en octobre 2008 le taux de pénétration le plus bas de l'UE27, soit 88 %, contre 119 % pour la moyenne de l’UE27, 129 % en Allemagne et 152 % en Italie.
Le prix moyen de la minute de communication "voix" par mobile en 2007 en France (0,15 €) était sensiblement supérieur à la moyenne européenne de l’UE27 (0,14 €), mais les coûts de divers abonnements mensuels usuels étaient parmi les plus élevés de l’UE27. En 2007, le revenu moyen annuel par utilisateur de communication mobile en France (427 €) était d'ailleurs le plus élevé de tous les États membres (moyenne UE27 : 282 €), 85 % plus élevé qu’en Allemagne (231 €) et près de 4 fois plus qu’en Bulgarie (110 €). 
Le chiffre d'affaires mensuel moyen par client est désigné par l'acronyme anglais ARPU (Average Revenue Per User).
Depuis les années 2010, les prix de la téléphonie mobile en France ont connu une baisse sensible accompagnée par l'arrivée de Free Mobile en 2012, faisant passer la France parmi les pays européens ayant les prix les plus bas dans le domaine d'après une étude de l'Ofcom.
Selon une étude du cabinet finlandais indépendant Rewheel, en décembre 2012, les pays ayant une forte concurrence par la présence de MVNO ou d'un nouvel opérateur, étaient classés parmi les pays les moins chers. À contrario, les pays qui présentaient un monopole des acteurs nationaux dit "marché protégé" se retrouvaient avec les tarifs les plus élevés ; à titre d'exemple sur la 3G, le Gigaoctet était facturé de 6 € jusqu'à 20 €. Dans le début des pays les plus chers on trouve dans l'ordre : la République tchèque, la Grèce, la Hongrie et l'Allemagne. La France se classant en deuxième position des pays les moins chers, derrière la Grande-Bretagne,,.
L'étude Rewheel 2015 compare la quantité mensuelle de données possible (en Go/mois) dans différents pays pour des sommes de 25, 35 et 60 €, sur les réseaux 4Gs. Selon cette étude, sur ce segment, le pays le moins cher est la Finlande ; la France arrive derrière, avec un forfait mensuel 20 Go de Free. La France est ainsi un pays (grand en surface et population) moins cher, devant l'Angleterre et la Pologne. Seuls les pays Scandinaves et Baltes sont autant ou plus compétitifs.
En termes de qualité, la France a un réseau de moins bonne qualité pour un moindre cout et dans un environnement moins plat que la Belgique.